# 皮安费伊
皮安费伊（義大利語：Pianfei），是意大利库内奥省的一个市镇。总面积15.1平方公里，人口2191人，人口密度145.1人/平方公里（2009年）。ISTAT代码为004165。